# Nagydévényi meteorit
A Nagydévény, vagy nemzetközi nevén Gross-Divina egy 1837-ben Magyarországon hullott meteorit neve.

## A meteorit hullása
A Nagydévény meteorit 1837. július 27-én a déli órákban hullott le a Trencsén vármegyei Nagydivény (Divina) és Budatin községek határában (Zsolna közelében), ahol a földeken dolgozó parasztok észlelték a jelenséget. Lottner János, Nagydivina község juhásza, aki szintén szemtanúja volt a hullásnak, a becsapódási helyre ment, begyűjtötte a kőzetdarabot és hazavitte. A kőzet még meleg volt. Átadta aztán földesurának, Lasanszky Ludovika asszonynak, Csáky gróf özvegyének a követ. Lasanszky Ludovika asszony egy év múlva a Magyar Nemzeti Múzeumnak adományozta a meteoritot. A meteorit össztömege 10,5 kg, típusa H5 kondrit.

## Lásd még
- Magyarországi meteoritok listája
- Meteoritok osztályozása
- Ohabai meteorit